# Antoine Louis Popon de Maucune
Antoine Louis Popon de Maucune (21 de febrero de 1772 – 18 de febrero de 1824) fue un general francés, reconocido por dirigir una división francesa contra los españoles y los británicos en 1811-1813 durante la Guerra de la Independencia. Habitualmente se le conoce como (general) Maucune. Se unió al cuerpo pionero del ejército francés en 1786 y era teniente cuando estallaron las Guerras Revolucionarias Francesas. Luchó en el norte en 1792 y en los Alpes en 1793. Posteriormente sirvió en Italia hasta 1801. Durante este período, luchó en Arcole en 1796 y en Trebbia, Novi y Genola en 1799. Maucune fue ayudante del general de división François Watrin en la batalla de Trebia. El segundo día de batalla, el 19 de junio de 1799, dirigió personalmente a algunas tropas en un ataque a lo largo de la orilla sur del río Po. Fue designado para comandar la 39.º semibrigada de infantería de línea y la dirigió en la campaña de 1800.
Durante las Guerras napoleónicas, Maucune lideró el 39.º en Elchingen, bajo el mariscal Michel Ney en la campaña de 1805, y en Jena, Magdeburgo, Soldau y Eylau en la campaña de 1806 – 1807. Ascendido a oficial general, dirigió una brigada en Friedland en 1807. En España, entre 1808 y 1811, estuvo al mando de una brigada en Gallegos, Tamames, Alba de Tormes, Ciudad Rodrigo, Almeida, Busaco, Casal Novo y Fuentes de Oñoro.
En mayo de 1811, el ejército se reorganizó y Maucune fue ascendido para liderar una división. Esto inició un período de notable mala suerte. En Arapiles, en julio de 1812, su aislada división fue destruida por una combinación de ataques de infantería y caballería dirigidos por el teniente general Stapleton Cotton (más tarde vizconde de Combermere). En junio de 1813, los británicos sorprendieron a sus tropas en San Millán de la Cogolla. 
La división se perdió la batalla de Vitoria, ya que llevaba parte de la inmensa colección de arte expoliado en España, pero ayudó a combatir la persecución aliada en Tolosa. Su división se dispersó en Sorauren a finales de julio de 1813 y en el Bidassoa en octubre. Después de estas derrotas, el mariscal Soult lo reemplazó por Jean François Leval. Enviado a Italia, fue derrotado en el río Taro en abril de 1814 mientras defendía contra probabilidades de tres a uno. Maucune es uno de los nombres inscritos bajo el Arco de Triunfo en la Columna 35.